# Albrecht Müller
Albrecht Müller är en östtysk kanotist. Han tog bland annat VM-brons i C-1 1000 meter i samband med sprintvärldsmästerskapen i kanotsport 1963 i Jajce.